# St. Maria-Magdalena (Humprechtshausen)

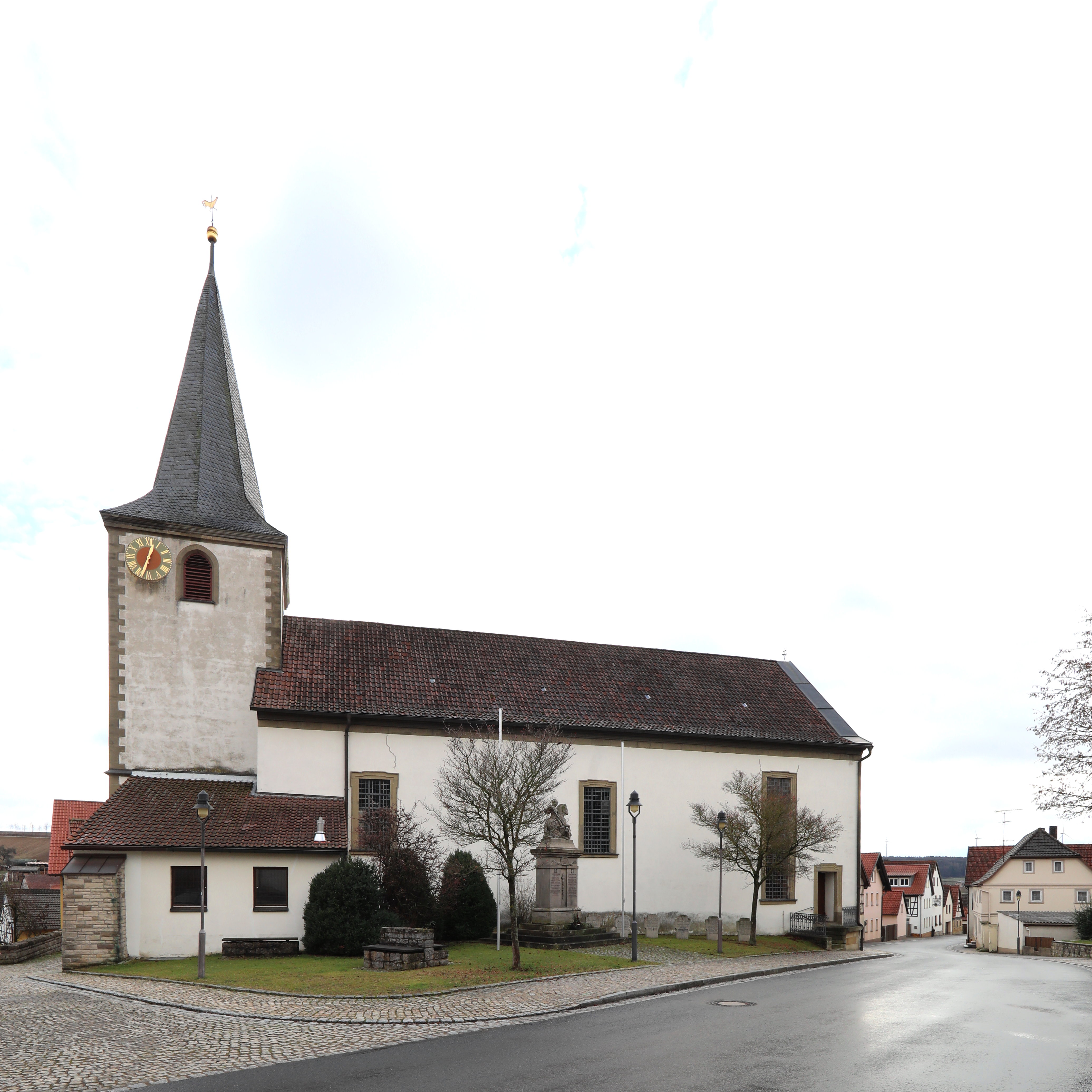
St. Maria-Magdalena (Humprechtshausen)

Die römisch-katholische Kuratiekirche St. Maria-Magdalena steht in Humprechtshausen, einem Gemeindeteil von Riedbach im unterfränkischen Landkreis Haßberge in Bayern. Der Kirchturm des denkmalgeschützten Bauwerks entstand im 16. Jahrhundert. Die Kuratie gehört zur Pfarreiengemeinschaft Aidhausen-Riedbach im Dekanat Haßberge des Bistums Würzburg.

## Beschreibung
Der Chorturm der klassizistischen Saalkirche wurde in der ersten Hälfte des 16. Jahrhunderts gebaut. An ihn wurden 1818 das mit einem Satteldach bedeckte Langhaus nach Westen und die mit einem Pultdach bedeckte Sakristei nach Norden angebaut. Das oberste Geschoss des mit einem achtseitigen, schiefergedeckten Knickhelm bedeckten Chorturms beherbergt die Turmuhr und den Glockenstuhl. An der Eingangsseite des Innenraums steht die Orgel auf der oberen der doppelstöckigen Empore. 